# Список правящих монархов

## Европа
| Государство    | Фотография | Монарх                       | Дата рождения    | Дата начала правления | Титул |
| -------------- | ---------- | ---------------------------- | ---------------- | --------------------- | --- |
| Андорра        |            | Хосеп-Льюис Серрано Пентинат | 19 марта 1977    | 31 мая 2025           | Князья-соправители Андорры |
| Андорра        |            | Эмманюэль Макрон             | 21 декабря 1977  | 14 мая 2017           | Князья-соправители Андорры |
| Бельгия        |            | Филипп                       | 15 апреля 1960   | 21 июля 2013          | Его Величество Король бельгийцев |
| Ватикан        |            | Лев XIV                      | 14 сентября 1955 | 8 мая 2025            | Его Святейшество Папа, Епископ Рима, Викарий Христа, Преемник Князя Апостолов, Верховный Первосвященник Вселенской церкви, Патриарх Запада, Великий понтифик, Примас Италии, Архиепископ и Митрополит Римской провинции, Суверен Государства-города Ватикан, Раб Рабов Божьих |
| Великобритания |            | Карл III                     | 14 ноября 1948   | 8 сентября 2022       | Его Величество, Милостью Божией, Соединённого Королевства Великобритании и Северной Ирландии, и Его иных Королевств и Территорий Король, Глава Содружества, Защитник Веры |
| Дания          |            | Фредерик X                   | 26 мая 1968      | 14 января 2024        | Его Величество Король Дании, Граф Монпеза |
| Испания        |            | Филипп VI                    | 30 января 1968   | 19 июня 2014          | Его Величество Король Испании, Кастилии, Леона, Арагона, Обеих Сицилий, Иерусалима, Наварры, Гранады, Толедо, Валенсии, Галисии, Майорки, Севильи, Сардинии, Кордовы, Корсики, Мурсии, Менорки, Хаэны, Алгарве, Альхесираса, Гибралтара, Испанского Востока и Вест-Индии, Островов и Материков Океанов и Морей, Эрцгерцог Австрийский, Герцог Бургундский, Брабантский, Миланский, Неопартский, Граф Габсбург, Фландрии, Тироля, Руссильона и Барселоны, Владыка Бискайи и Молины |
| Лихтенштейн    |            | Ханс-Адам II                 | 14 февраля 1945  | 13 ноября 1989        | Его Светлейшее Высочество Правящий Князь Лихтенштейна, Герцог Троппау и Ягерндорфа, Граф Ритберга, Владыка Дома Лихтенштейнского |
| Люксембург     |            | Анри                         | 16 апреля 1955   | 7 октября 2000        | Его Королевское Высочество, Милостью Божией, Великий Герцог Люксембурга, Герцог Нассау, Принц Бурбон-Пармский, Пфальцграф Рейнский, Граф Сайна, Кёнигштайна, Катценельнбогена и Дица, Бургграф Хаммерштайна, Владыка Мальберга, Висбадена, Идштайна, Меренберга, Лимбурга и Эпштайна |
| Монако         |            | Альбер II                    | 14 марта 1958    | 6 апреля 2005         | Его Светлейшее Высочество Суверенный Князь Монако, Герцог Валентинуа, Маркиз Бо, Граф Карлад, Граф Полиньяк, Барон Кальвин, Барон Бюи, Сеньор Сен-Реми, Сир Матиньон, Граф Ториньи, Барон Сен-Ло, Барон Ла Лютюмьер, Барон Амби, Герцог Этутвиль, Герцог Мазарини, Герцог Майеннский, Князь Шато-Порсьен, Граф Феретт, Бельфор, Танн и Розмон, Барон Альткирш, Сеньор Изенхейм, Маркиз Шилли, Граф Лонжумо, Барон Масси, Маркиз Жискар                                            |
| Нидерланды     |            | Виллем-Александр             | 27 апреля 1967   | 30 апреля 2013        | Его Величество, Милостью Божией, Король Нидерландов, Принц Оранский, Принц Оранский-Нассау, Господин ван Амсберг |
| Норвегия       |            | Харальд V                    | 21 февраля 1937  | 17 января 1991        | Его Величество Король Норвегии |
| Швеция         |            | Карл XVI Густав              | 30 апреля 1946   | 15 сентября 1973      | Его Величество Король Швеции |

## Азия
| Государство       | Фотография | Монарх                         | Дата рождения    | Дата начала правления | Титул                                                      |
| ----------------- | ---------- | ------------------------------ | ---------------- | --------------------- | ---------------------------------------------------------- |
| Бахрейн           |            | Хамад ибн Иса Аль Халифа       | 28 января 1950   | 6 марта 1999          | Его Величество Король Бахрейна                             |
| Бруней            |            | Хассанал Болкиах               | 15 июля 1946     | 5 октября 1967        | Его Величество Султан и Янг ди-Пертуан Брунея-Даруссалама  |
| Бутан             |            | Джигме Кхесар Намгьял Вангчук  | 21 февраля 1980  | 15 декабря 2006       | Его Величество Драконовый Король Бутана                    |
| Иордания          |            | Абдалла II                     | 30 января 1962   | 7 февраля 1999        | Его Величество Король Иорданского Хашимитского Королевства |
| Камбоджа          |            | Нородом Сиамони                | 14 мая 1953      | 14 октября 2004       | Его Величество Король Камбоджи                             |
| Катар             |            | Тамим ибн Хамад Аль Тани       | 3 июня 1980      | 25 июня 2013          | Его Высочество Эмир Государства Катар                      |
| Кувейт            |            | Мишааль аль-Ахмед ас-Сабах     | 27 сентября 1940 | 16 декабря 2023       | Его Высочество Эмир Государства Кувейт                     |
| Малайзия          |            | Ибрагим Исмаил                 | 22 ноября 1958   | 31 января 2024        | Шери Падука Багинда Янг ди-Пертуан Агонг Малайзии          |
| ОАЭ               |            | Мухаммад ибн Заид Аль Нахайян  | 11 марта 1961    | 14 мая 2022           | Его Высочество Эмир Абу-Даби, господин президент ОАЭ       |
| Оман              |            | Хейсам бен Тарик               | 13 октября 1955  | 11 января 2020        | Его Величество Султан Омана                                |
| Саудовская Аравия |            | Салман ибн Абдул-Азиз Аль Сауд | 31 декабря 1935  | 23 января 2015        | Хранитель Двух Святынь Король Саудовской Аравии            |
| Таиланд           |            | Маха Вачиралонгкорн            | 28 июля 1952     | 13 октября 2016       | Его Величество Король Таиланда                             |
| Япония            |            | Нарухито                       | 23 февраля 1960  | 1 мая 2019            | Его Императорское Величество Император Японии              |

## Африка
| Государство | Фотография | Монарх      | Дата рождения   | Дата начала правления                          | Титул                                                                           |
| ----------- | ---------- | ----------- | --------------- | ---------------------------------------------- | ------------------------------------------------------------------------------- |
| Лесото      |            | Летсие III  | 17 июля 1963    | 12 ноября 1990 — 25 января 1995 7 февраля 1996 | Его Величество Король Лесото                                                    |
| Марокко     |            | Мухаммед VI | 21 августа 1963 | 23 июля 1999                                   | Его Величество Король Марокко, Повелитель Правоверных, даруй Господь ему победу |
| Эсватини    |            | Мсвати III  | 19 апреля 1968  | 25 апреля 1986                                 | Его Величество Байезе Нгвеньяма Эсватини                                        |

## Океания
| Государство | Фотография | Монарх   | Дата рождения | Дата начала правления | Титул                       |
| ----------- | ---------- | -------- | ------------- | --------------------- | --------------------------- |
| Тонга       |            | Тупоу VI | 12 июля 1959  | 18 марта 2012         | Его Величество Король Тонга |